# Olle Berg
Jan Olof "Olle" Berg, född 10 mars 1953 i Oscars församling i Stockholm, är en svensk serieskapare, illustratör och animatör samt lärare. Han är känd för sin udda, ofta geometriska grafiska stil.

## Biografi
Berg växte upp på Lidingö hos sin mor sekreteraren Anna Brita Berg (1912–1988). Hans far är tecknaren Jan-Erik Garland, känd under signaturen Rit-Ola. År 2002 hade Olle Berg en utställning där han även visade teckningar av fadern.
Olle Berg studerade grafisk design på Konstfack, där han tog examen 1980. Ett år tidigare var han (tillsammans med Rolf Classon och Kerold Klang) med om att starta vuxenserietidningen Galago, där han till en början var medredaktör. Han har publicerats på svenska i egna album, samt i bland annat Dagens Nyheter, Larson!, Nöjesguiden, Galago och Gaudeamus. Olle Berg var ett tag fast knuten till Svenska Dagbladet.
Berg har även publicerats utomlands. Han är ett av få svenska tecknarnamn som synts i amerikanska Heavy Metal, och 1995/1996 presenterades några av hans serier i tyska Die Zeit. Berg har även fått seriealbum utgivna i Tyskland och Nederländerna.